# Mursi

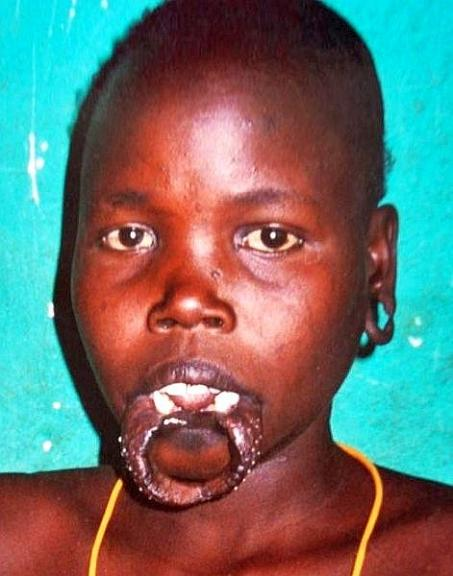
Donna Mursi da Dinka

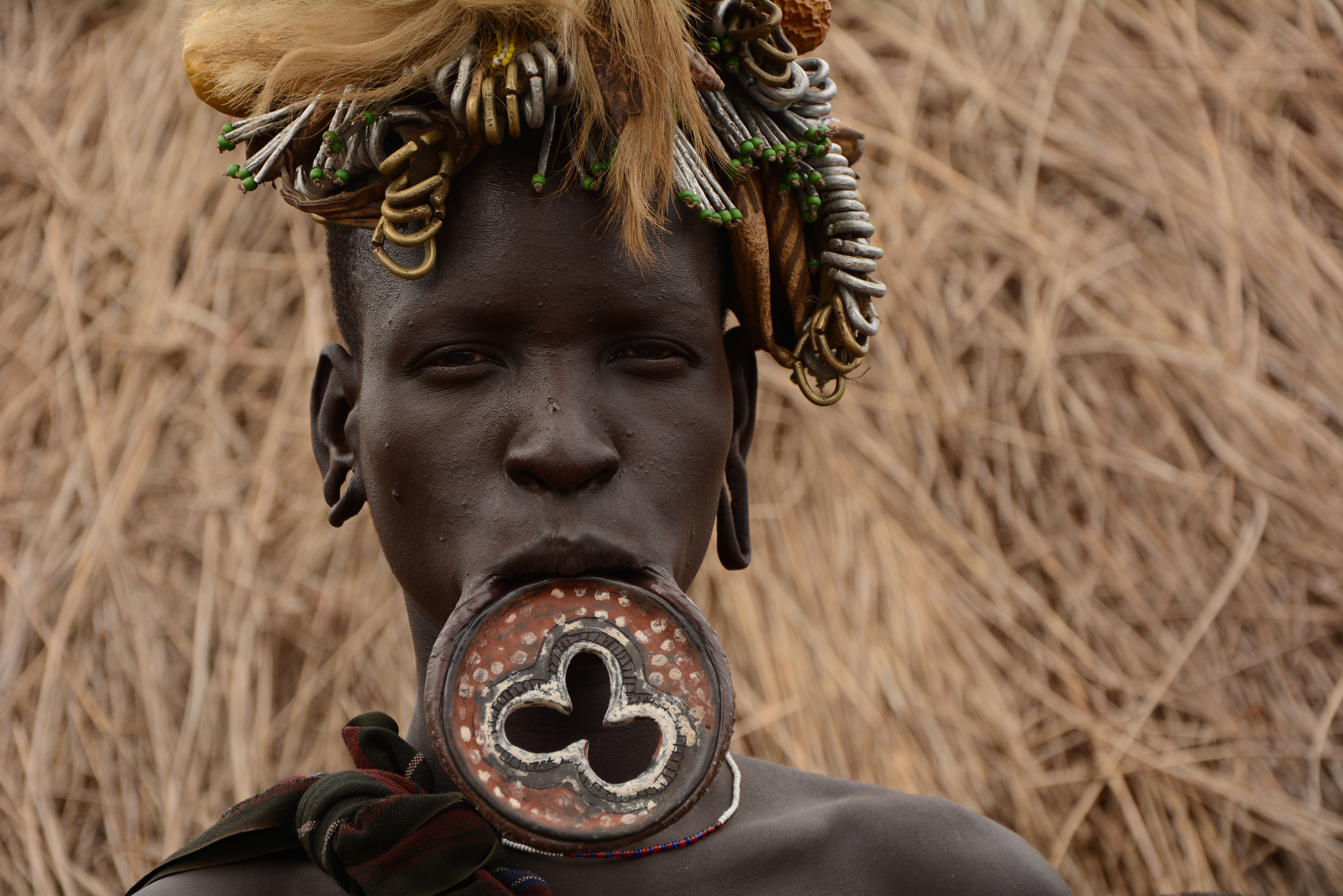
Donna Mursi con il caratteristico piattello labiale

I Mursi sono un gruppo etnico dell'Etiopia, localizzato nella zona dell'Omo meridionale, nella Regione delle Nazioni, Nazionalità e Popoli del Sud.
Secondo l'ultimo censimento ufficiale del 2007 i Mursi sarebbero una comunità di sole 4783 persone.
La lingua parlata dai Mursi prende il nome di lingua mursi ed appartiene alla famiglia delle lingue surmiche.
L'etnia è particolarmente nota per l'abitudine delle donne di applicare un piattello nel labbro inferiore della bocca. A seguito di una incisione nel tessuto del labbro, vengono inseriti piattelli di dimensioni gradualmente maggiori.